# Pseudocalamobius rufipennis
Pseudocalamobius rufipennis är en skalbaggsart som beskrevs av J. Linsley Gressitt 1942. Pseudocalamobius rufipennis ingår i släktet Pseudocalamobius och familjen långhorningar. Inga underarter finns listade i Catalogue of Life.